# Liverpool 8
Liverpool 8 är ett studioalbum av Ringo Starr från 2008. Titelspåret är självbiografiskt, med tonvikt på Starrs tid i The Beatles.
Albumet nådde 91:a plats på UK Albums Chart och 94:e på Billboard 200.

## Låtlista
Samtliga låtar skrivna av Richard Starkey, Mark Hudson, Gary Burr och Steve Dudas, om annat inte anges.
1. "Liverpool 8" (Richard Starkey/David A. Stewart) - 4:49
2. "Think About You" - 3:40
3. "For Love" (Richard Starkey/Mark Hudson) - 3:49
4. "Now That She's Gone Away" (Richard Starkey/Mark Hudson/Gary Burr) - 3:02
5. "Gone Are the Days" (Richard Starkey/Mark Hudson/Dave Stewart) - 2:49
6. "Give It a Try" (Richard Starkey/Mark Hudson/Steve Dudas) - 3:26
7. "Tuff Love" - 4:33
8. "Harry's Song" - 4:00
9. "Pasodobles" (Richard Starkey/Mark Hudson/Gary Burr/Steve Dudas/Dean Grakal) - 4:17
10. "If It's Love That You Want" - 3:06
11. "Love Is" - 3:52
12. "R U Ready?" - 3:59